# Loopband (fitness)

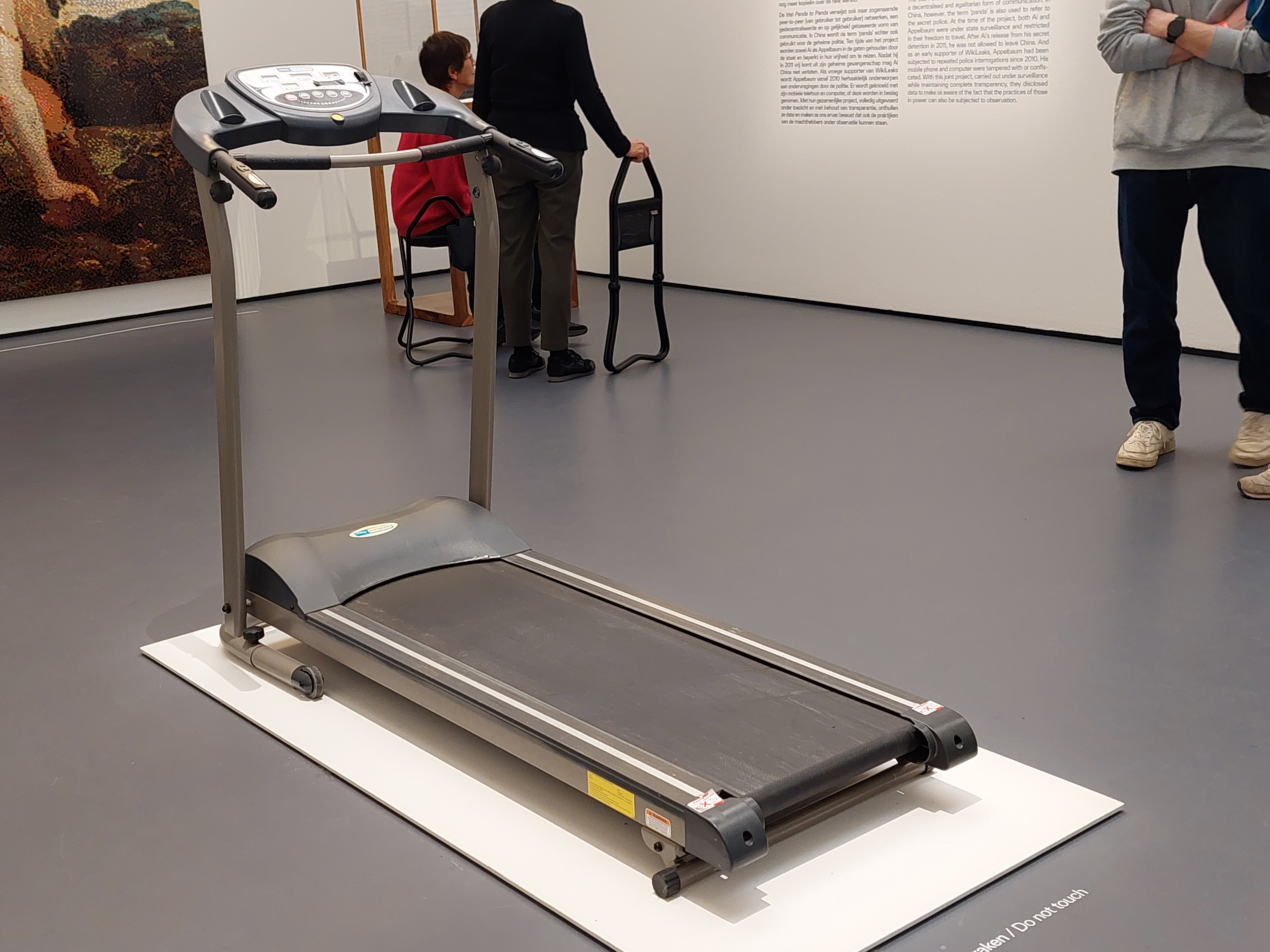
De loopband, gebruikt door Julian Assange tijdens zijn verblijf in de ambassade van Ecuador. Assange schonk de loopband in 2016 aan kunstenaar Ai Weiwei, die hem als readymade labelde en exposeerde.

Een loopband is een trainings- of onderzoeksapparaat om op te bewegen.
Loopbanden worden veel ingezet als fitnessmateriaal. De apparaten worden voor privégebruik in huis aangeschaft en staan opgesteld in fitnesscentra. In deze toepassing (er zijn ook loopbanden voor transport/vervoer bijvoorbeeld op luchthavens) zijn het grote lopende banden voor mensen om op te bewegen met als doel, verbetering van: de conditie, de gezondheid en/of de lichaamsbouw. Hieraan kan gewerkt worden terwijl men op dezelfde plaats blijft.
Een heel andere toepassing wordt gezien in de revalidatiegeneeskunde, sportgeneeskunde en de ruimtevaart. Loopbanden zijn hier specifiek bedoeld als hulpmiddel of als instrumenten voor onderzoek. Weliswaar kan het daarbij ook om opbouwen van de conditie gaan en worden zeker de gezondheidsbevorderende aspecten ook altijd meegewogen, maar dit gebeurt dan wel vanuit een specifieke onderzoeksvraagstelling of hulpvraag op geneeskundig gebied en/of op het terrein van topsport of ruimtevaart.
Het vermogen van een commerciële loopband voor de gezondheid wordt in 2020 in Nederland nog steeds uitgedrukt in paardenkracht (pk). Deze eenheid is in 1978 in Nederland wettelijk afgeschaft en bedraagt 746 watt (0,746 kW) in het SI-stelsel. In reclames worden voor loopbanden vermogens genoemd van bijvoorbeeld 1,2 pk (0,90 kW), een maximum van 2,5 pk (1,9 kW) of zelfs van 4,25 pk (3,17 kW).

## Galerij

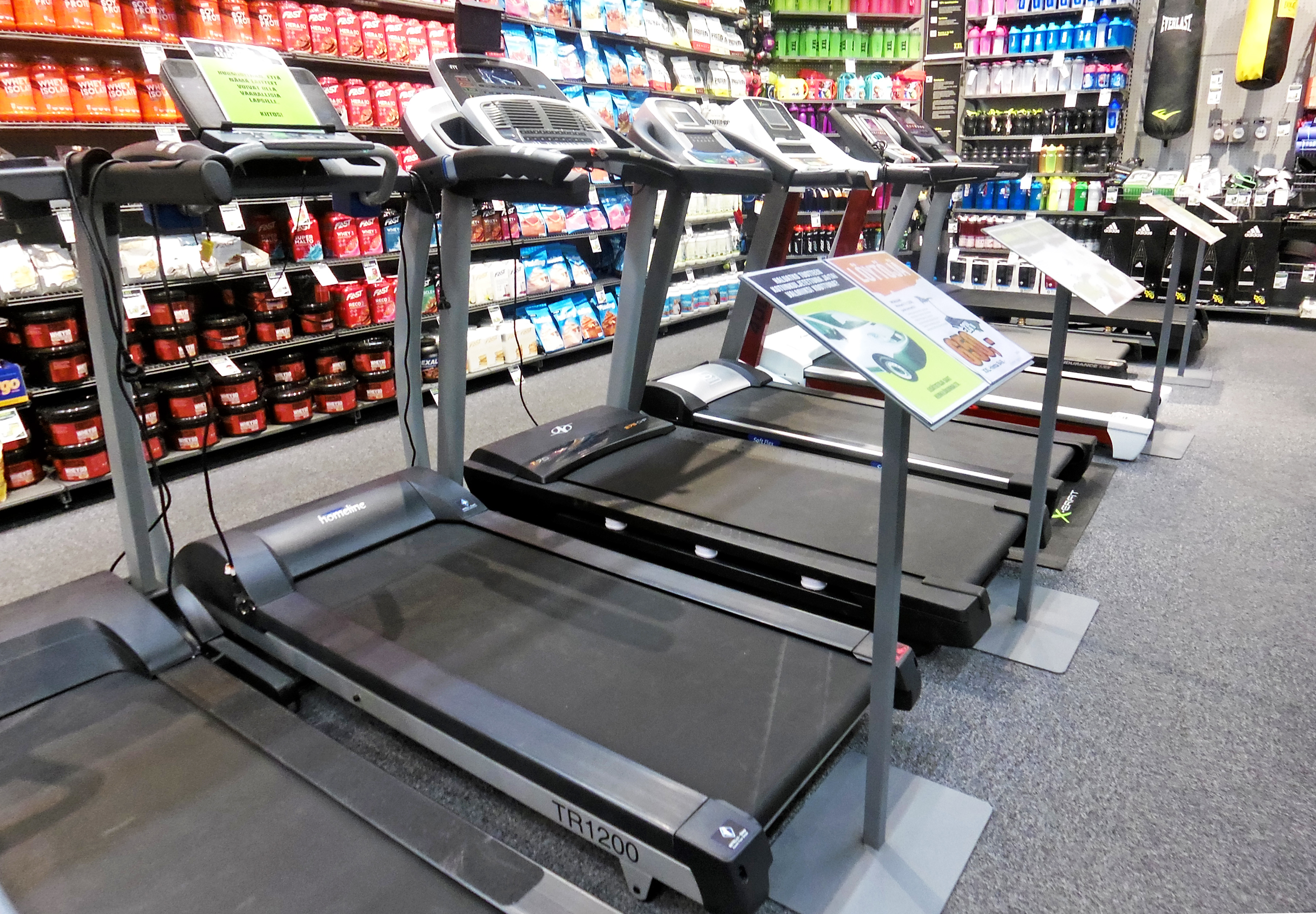
Loopbanden in een winkel
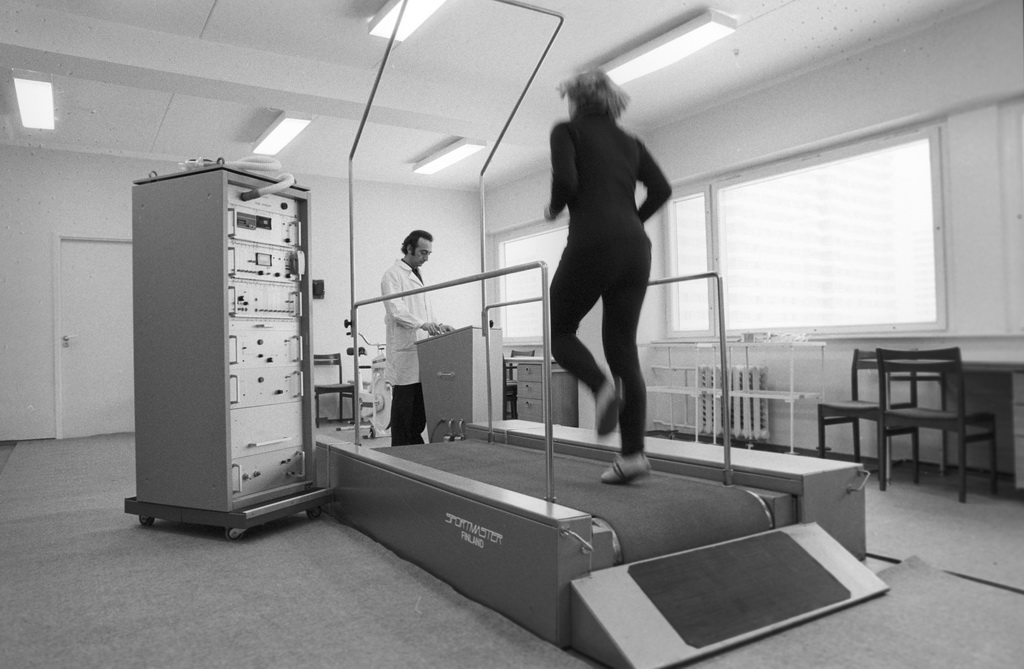
In gebruik voor een test in het medisch centrum van het Olympisch dorp tijdens Olympische Zomerspelen in Moskou
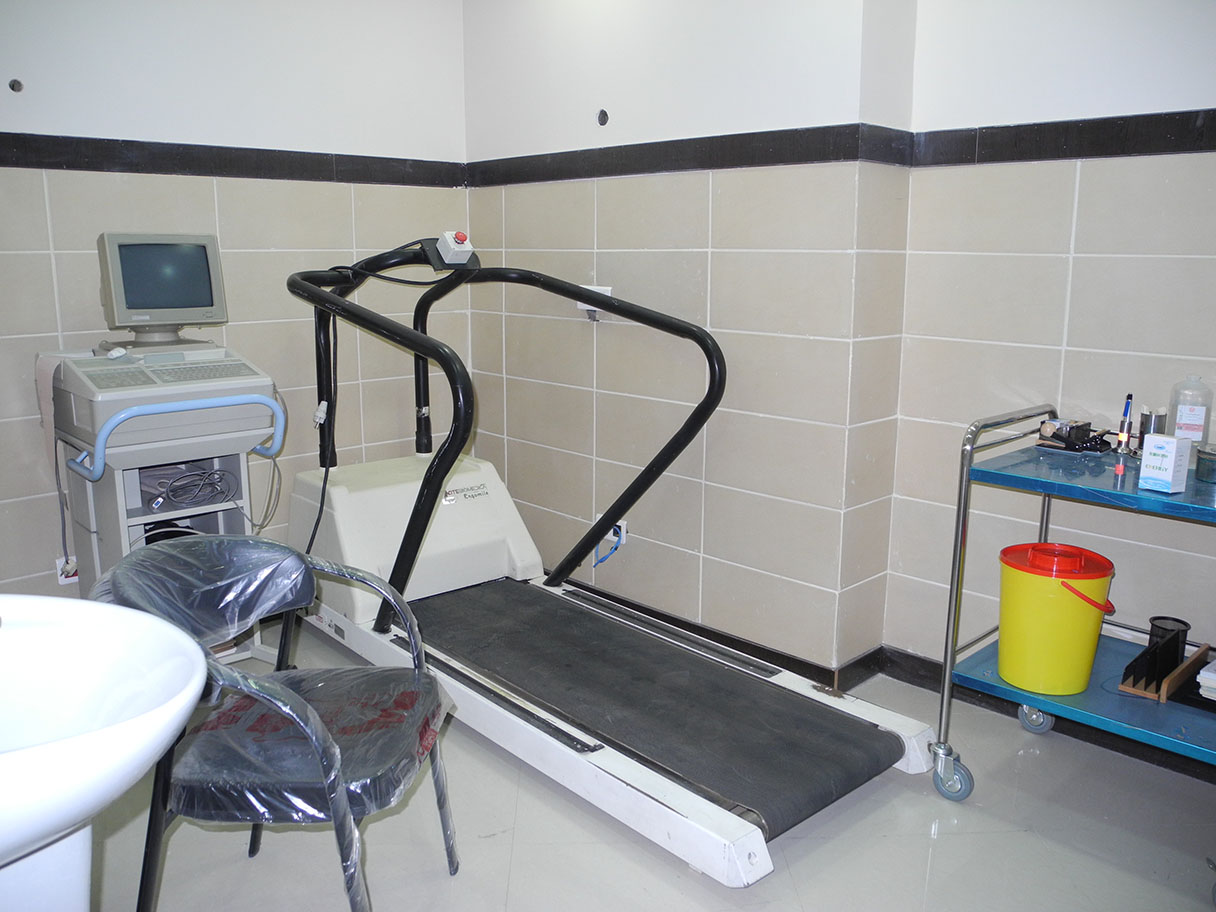
Loopband in een medische toepassing
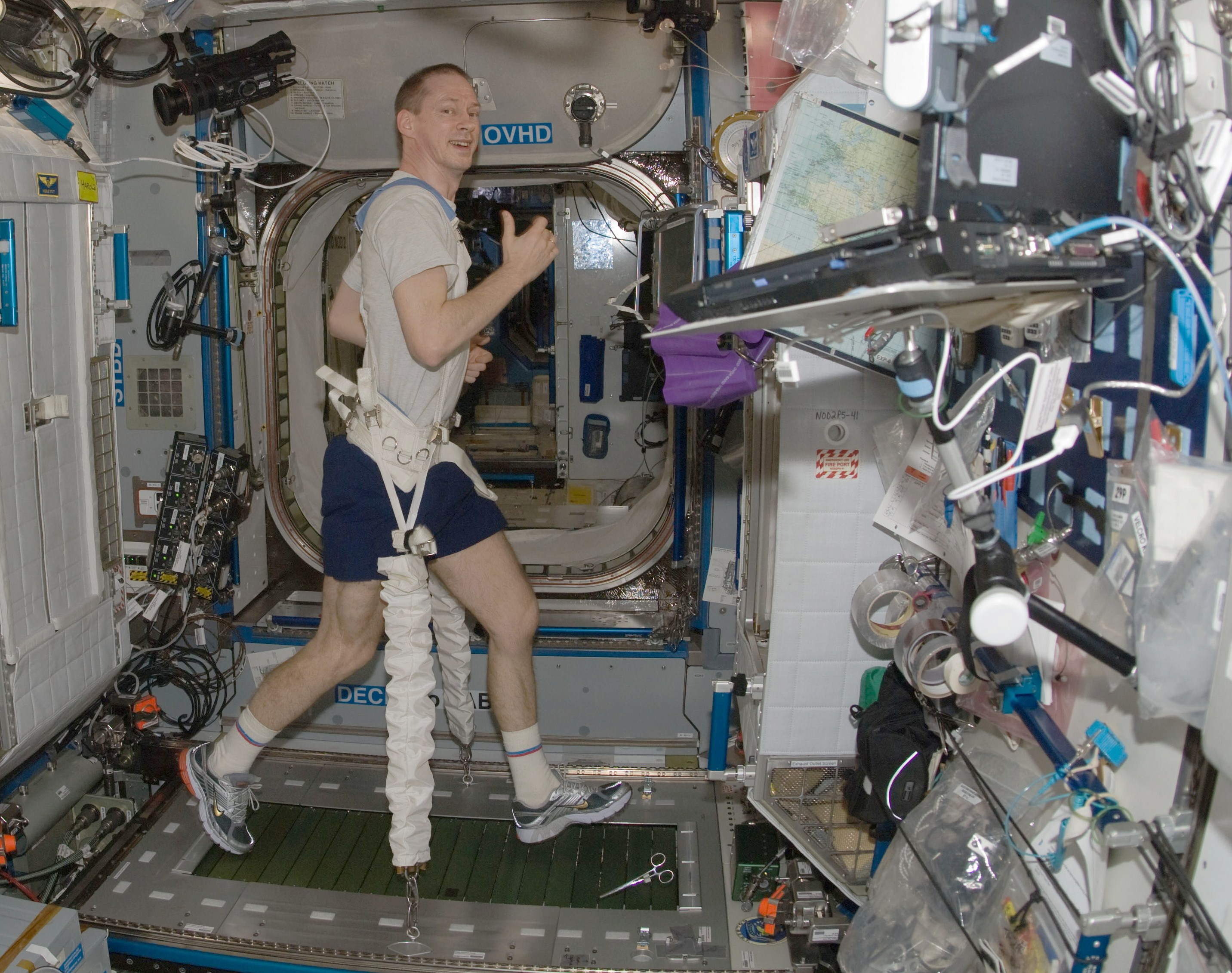
Astronaut Frank De Winne oefent op de Combined Operational Load Bearing External Resistance Treadmill (COLBERT)